# Jaisalmer
Jaisalmer là một thành phố và khu đô thị của quận Jaisalmer thuộc bang Rajasthan, Ấn Độ.

## Địa lý
Jaisalmer có vị trí 26°55′B 70°54′Đ / 26,92°B 70,9°Đ Nó có độ cao trung bình là 229 mét (751 feet).

## Nhân khẩu
Theo điều tra dân số năm 2001 của Ấn Độ, Jaisalmer có dân số 58.286 người. Phái nam chiếm 57% tổng số dân và phái nữ chiếm 43%. Jaisalmer có tỷ lệ 64% biết đọc biết viết, cao hơn tỷ lệ trung bình toàn quốc là 59,5%: tỷ lệ cho phái nam là 73%, và tỷ lệ cho phái nữ là 50%. Tại Jaisalmer, 16% dân số nhỏ hơn 6 tuổi.

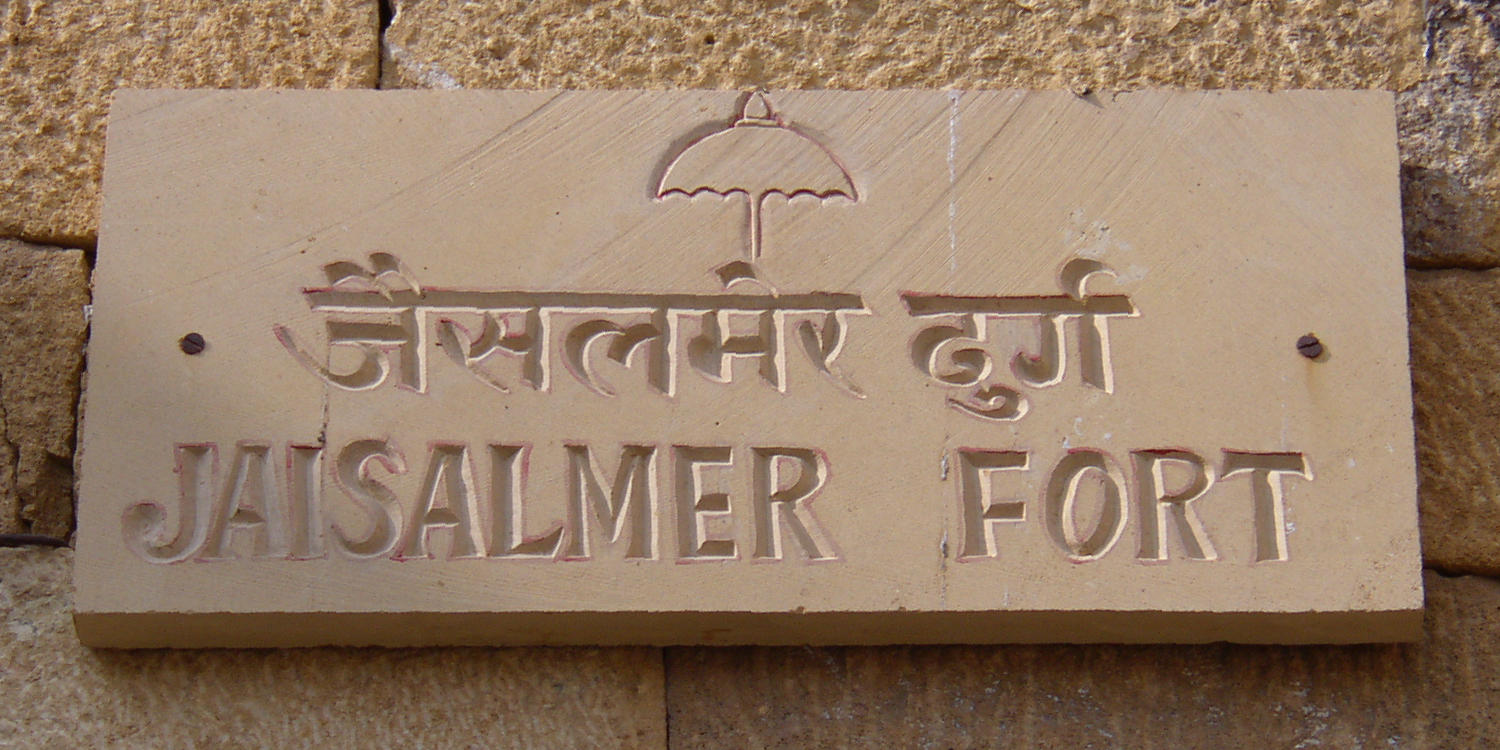
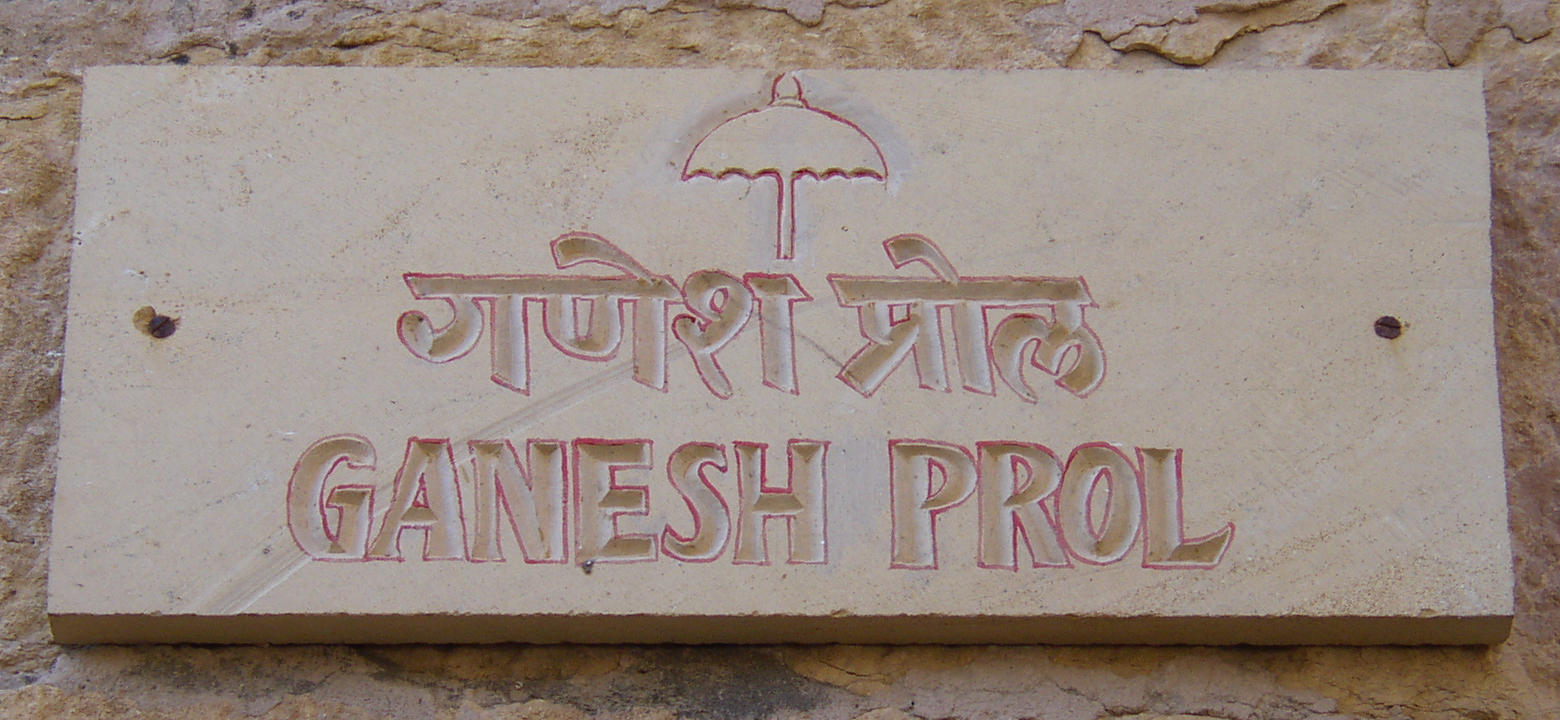
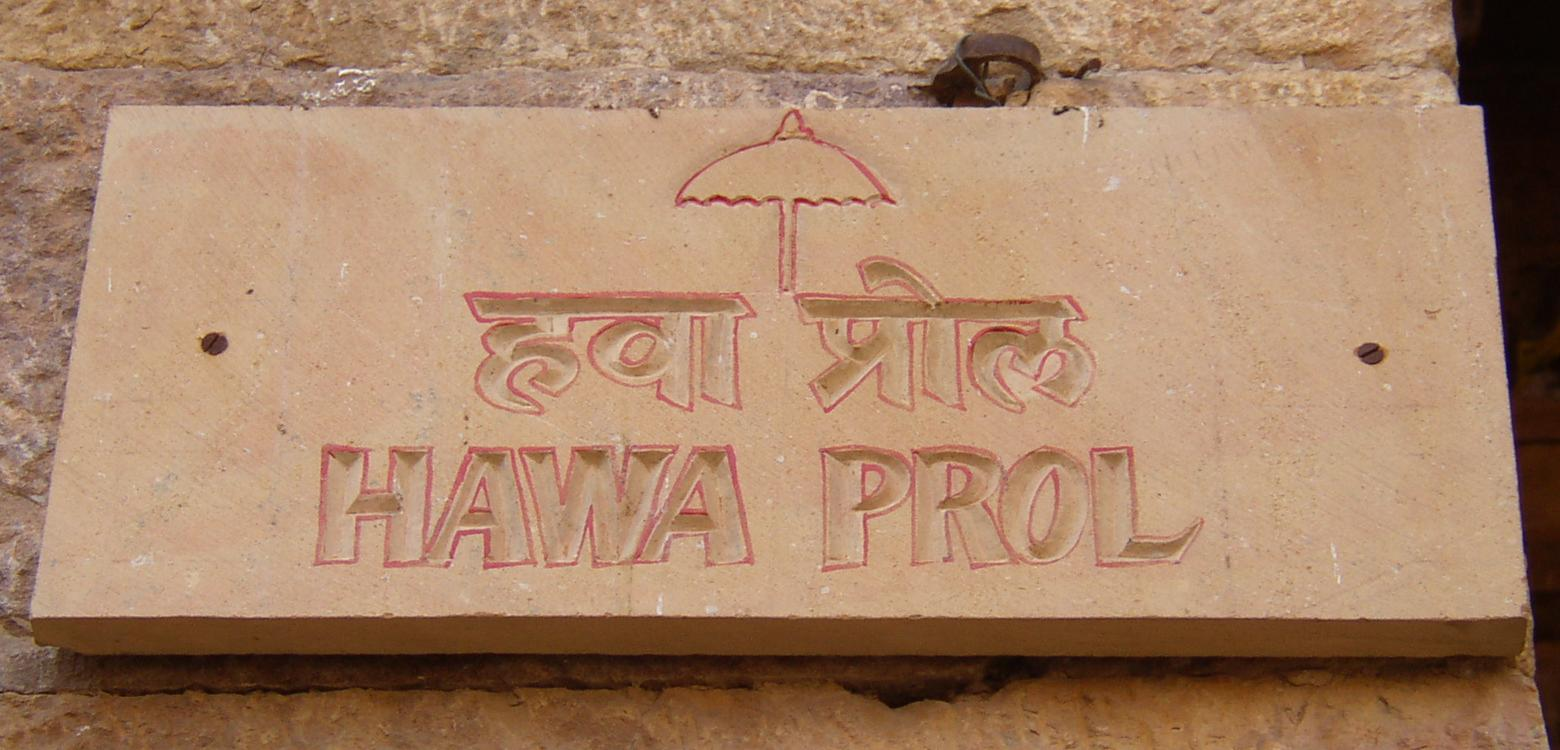